# El'azar Granot
El'azar Granot (hebrejsky אלעזר גרנות‎, 12. března 1927 – 19. září 2013) byl izraelský politik a bývalý poslanec Knesetu za strany Ma'arach a Mapam.

## Biografie
Narodil se Jeruzalému. Vystudoval zemědělskou střední školu v Pardes Chana a filozofii, sociologii, literaturu, hebrejštinu a Bibli na Hebrejské univerzitě. V letech 1944–1946 byl členem Židovské brigády. Během války za nezávislost bojoval v řadách izraelské armády o Jeruzalém. V letech 1951–1958 byl osadníkem v novém kibucu Sasa, pak pobýval v kibucu Šoval. Vydal několik básnických sbírek.

## Politická dráha
V letech 1962–1964 byl ředitelem mládežnické sekce strany Mapam, v letech 1975–1979 byl jejím organizačním tajemníkem a v letech 1979–1981 politickým tajemníkem. V roce 1985 se stal generálním tajemníkem Mapamu.
V izraelském parlamentu zasedl poprvé po volbách v roce 1981, do nichž šel za stranu Ma'arach. Stal se členem výboru pro záležitosti vnitra a životního prostředí a výboru pro ústavu, právo a spravedlnost. Opětovně byl za Ma'arach zvolen ve volbách v roce 1984. Nastoupil jako člen do parlamentního výboru pro zahraniční záležitosti a obranu, výboru pro ústavu, právo a spravedlnost a výboru House Commitee. V průběhu volebního období se odtrhl od poslaneckého klubu Ma'arach a zřídil samostatnou frakci Mapam. Ve volbách v roce 1988 mandát neobhájil.